# Il cannone
Il cannone è un album dei Quintorigo uscito in Italia nel 2006. Si tratta del primo lavoro in studio realizzato dopo l'avvicendamento di John De Leo con Luisa Cottifogli.

## Tracce
1. 440 Hz (0:47)
2. Il cannone (4:11)
3. Frankenstein (3:28)
4. L'attesa (3:54)
5. Soon I will be done (2:03)
6. Redemption song (4:42)
7. Lacrime (4:12)
8. Alligator man (3:36)
9. Nel clone del padre (3:23)
10. Goodbye pork pie hat (6:07)
11. Sole invisibile (Invisible sun) (3:51)
12. Řanni Li (2:22)
13. Luglio Agosto Settembre (nero) (4:54)
14. Senza voce (5:08)
15. Grigio (chiaro version) (4:56)